# Coupe de la Ligue anglaise de football 2012-2013
Navigation
Édition précédente Édition suivante

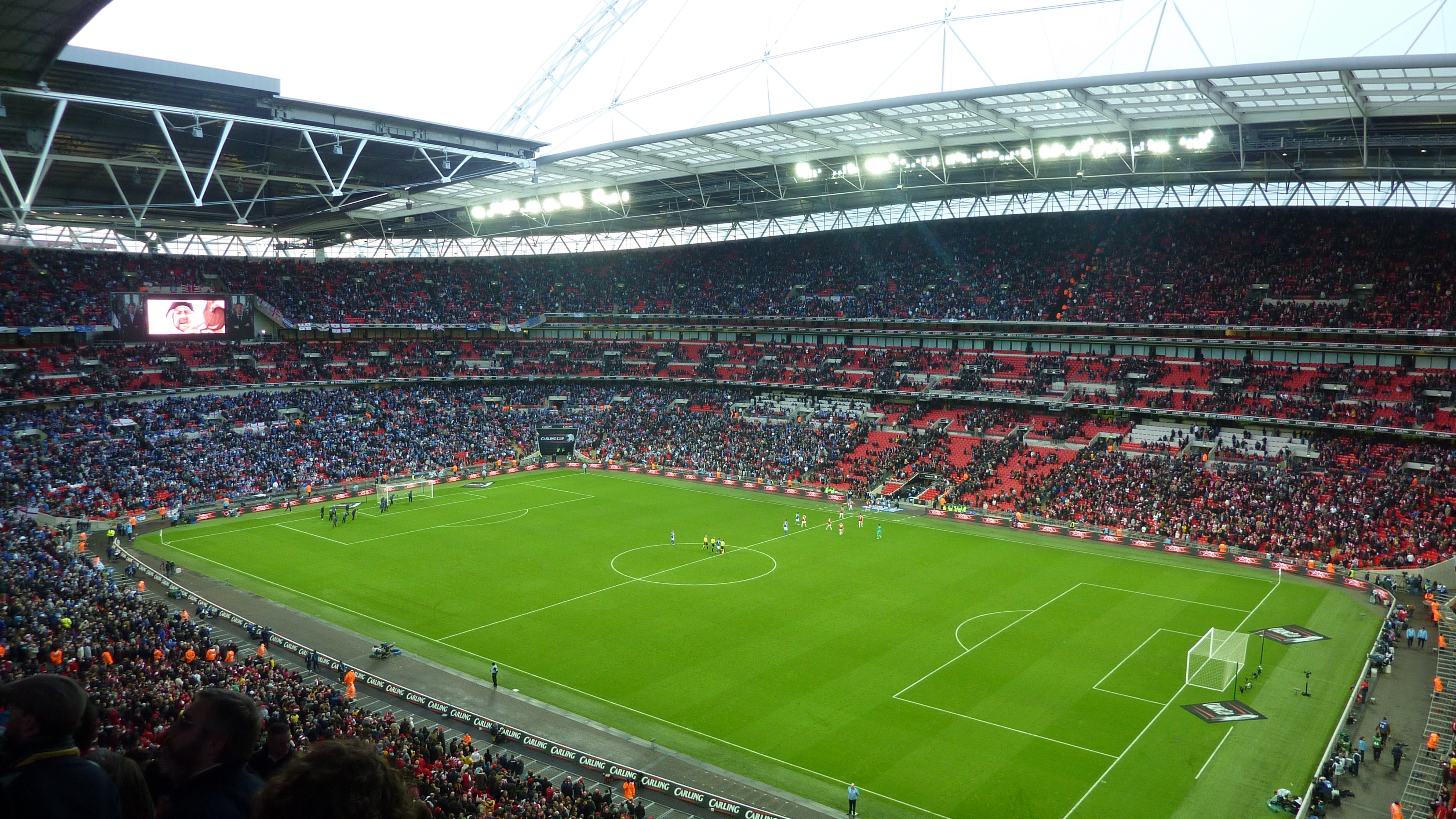
Stade de Wembley en 2011

La Coupe de la Ligue anglaise de football 2012-2013 est la 53e édition de la Capital One Cup.
Elle est remportée par Swansea City qui bat en finale le club de quatrième division de Bradford City sur le score de 5-0.

## Troisième tour
Ce tour est joué les 25 et 26 septembre 2012. Il voit l'entrée des 7 clubs anglais qui participent aux compétitions européennes.
|    | Locaux                  | Résultat | Visiteurs                  |
| -- | ----------------------- | -------- | -------------------------- |
| 1  | Swindon Town FC         | 3-1      | Burnley FC                 |
| 2  | West Ham United FC      | 1-4      | Wigan Athletic FC          |
| 3  | Leeds United FC         | 2-1      | Everton FC                 |
| 4  | Preston North End FC    | 1-3      | Middlesbrough FC           |
| 5  | Southampton FC          | 2-0      | Sheffield Wednesday FC     |
| 6  | Chelsea FC              | 6-0      | Wolverhampton Wanderers FC |
| 7  | Crawley Town FC         | 2-3      | Swansea City AFC           |
| 8  | Bradford City AFC       | 3-2      | Burton Albion FC           |
| 9  | Manchester City FC      | 2-4      | Aston Villa FC             |
| 10 | Milton Keynes Dons FC   | 0-2      | Sunderland AFC             |
| 11 | Manchester United FC    | 2-1      | Newcastle United FC        |
| 12 | Queens Park Rangers FC  | 2-3      | Reading FC                 |
| 13 | Norwich City FC         | 1-0      | Doncaster Rovers FC        |
| 14 | West Bromwich Albion FC | 1-2      | Liverpool FC               |
| 15 | Arsenal FC              | 6-1      | Coventry City FC           |
| 16 | Carlisle United FC      | 0-3      | Tottenham Hotspur FC       |

## Quatrième tour
Ce tour est joué les 30 et 31 octobre 2012.
L'Arsenal établit le record de buts de la league cup et gagnent 7-5.
|   | Locaux            | Résultat      | Visiteurs            |
| - | ----------------- | ------------- | -------------------- |
| 1 | Swindon Town FC   | 2-3           | Aston Villa FC       |
| 2 | Wigan Athletic FC | 0-0 (2-4 pén) | Bradford City AFC    |
| 3 | Leeds United AFC  | 3-0           | Southampton FC       |
| 4 | Reading FC        | 5-7           | Arsenal FC.          |
| 5 | Sunderland AFC    | 0-1           | Middlesbrough FC     |
| 6 | Chelsea FC        | 5-4           | Manchester United FC |
| 7 | Norwich City FC   | 2-1           | Tottenham Hotspur FC |
| 8 | Liverpool FC      | 1-3           | Swansea City AFC     |

## Quarts de finale
| Match 1          | Norwich City FC | 1-4 | Aston Villa FC                             |                                                                       |                                                                       |
| 11 décembre 2012 | Morison 19e     |     | 21e Holman · 79e 85e Weimann · 90e Benteke | Carrow Road (Norwich) Spectateurs : 26 142 Arbitrage : Michael Oliver | Carrow Road (Norwich) Spectateurs : 26 142 Arbitrage : Michael Oliver |
| 11 décembre 2012 | (Rapport)       |     |                                            | Carrow Road (Norwich) Spectateurs : 26 142 Arbitrage : Michael Oliver | Carrow Road (Norwich) Spectateurs : 26 142 Arbitrage : Michael Oliver |

| Match 2          | Bradford City AFC                             | 1-1 3 - 2 t. a. b. | Arsenal FC                                                    |                                                                     |                                                                     |
| 11 décembre 2012 | Thompson 16e                                  |                    | 88e Vermaelen                                                 | Valley Parade (Bradford) Spectateurs : 23 971 Arbitrage : Mike Dean | Valley Parade (Bradford) Spectateurs : 23 971 Arbitrage : Mike Dean |
| 11 décembre 2012 | (Rapport)                                     |                    |                                                               | Valley Parade (Bradford) Spectateurs : 23 971 Arbitrage : Mike Dean | Valley Parade (Bradford) Spectateurs : 23 971 Arbitrage : Mike Dean |
| 11 décembre 2012 | Doyle · G. Jones · Darby · Connell · R. Jones | Tirs au but 3 - 2  | Cazorla · Chamakh · Wilshere · Oxlade-Chamberlain · Vermaelen | Valley Parade (Bradford) Spectateurs : 23 971 Arbitrage : Mike Dean | Valley Parade (Bradford) Spectateurs : 23 971 Arbitrage : Mike Dean |

| Match 3          | Swansea City AFC | 1-0 | Middlesbrough FC |                                                                        |                                                                        |
| 12 décembre 2012 | Hines 81e (csc)  |     |                  | Liberty Stadium (Swansea) Spectateurs : 15 048 Arbitrage : Lee Probert | Liberty Stadium (Swansea) Spectateurs : 15 048 Arbitrage : Lee Probert |
| 12 décembre 2012 | (Rapport)        |     |                  | Liberty Stadium (Swansea) Spectateurs : 15 048 Arbitrage : Lee Probert | Liberty Stadium (Swansea) Spectateurs : 15 048 Arbitrage : Lee Probert |

| Match 4          | Leeds United AFC | 1-5 | Chelsea FC                                                    |                                                                     |                                                                     |
| 19 décembre 2012 | Becchio 37e      |     | 47e Mata · 64e Ivanović · 66e Moses · 81e Hazard · 83e Torres | Elland Road (Leeds) Spectateurs : 33 816 Arbitrage : Andre Marriner | Elland Road (Leeds) Spectateurs : 33 816 Arbitrage : Andre Marriner |
| 19 décembre 2012 | (Rapport)        |     |                                                               | Elland Road (Leeds) Spectateurs : 33 816 Arbitrage : Andre Marriner | Elland Road (Leeds) Spectateurs : 33 816 Arbitrage : Andre Marriner |

## Demi-finales

### Matchs aller
| Match 1        | Bradford City AFC                    | 3-1 | Aston Villa FC |                                                                       |                                                                       |
| 8 janvier 2013 | Wells 19e · McArdle 77e · McHugh 89e |     | 83e Weimann    | Valley Parade (Bradford) Spectateurs : 22 245 Arbitrage : Howard Webb | Valley Parade (Bradford) Spectateurs : 22 245 Arbitrage : Howard Webb |
| 8 janvier 2013 | (Rapport)                            |     |                | Valley Parade (Bradford) Spectateurs : 22 245 Arbitrage : Howard Webb | Valley Parade (Bradford) Spectateurs : 22 245 Arbitrage : Howard Webb |

| Match 2        | Chelsea FC | 0-2 | Swansea City AFC       |                                                                           |                                                                           |
| 9 janvier 2013 |            |     | 39e Michu · 90e Graham | Stamford Bridge (Londres) Spectateurs : 40 172 Arbitrage : Anthony Taylor | Stamford Bridge (Londres) Spectateurs : 40 172 Arbitrage : Anthony Taylor |
| 9 janvier 2013 | (Rapport)  |     |                        | Stamford Bridge (Londres) Spectateurs : 40 172 Arbitrage : Anthony Taylor | Stamford Bridge (Londres) Spectateurs : 40 172 Arbitrage : Anthony Taylor |

### Matchs retour
| Match 1               | Aston Villa FC            | 2-1 (3-4 cumul) | Bradford City AFC |                                               |                                               |
| 22 janvier 2013 20h45 | 24e Benteke · 89e Weimann | (1-0)           | 55e Hanson        | Villa Park (Birmingham) Arbitrage : Phil Dowd | Villa Park (Birmingham) Arbitrage : Phil Dowd |
| 22 janvier 2013 20h45 | (Rapport)                 |                 |                   | Villa Park (Birmingham) Arbitrage : Phil Dowd | Villa Park (Birmingham) Arbitrage : Phil Dowd |

| Match 2               | Swansea City AFC | 0-0 (2-0 cumul) | Chelsea FC |                                                 |                                                 |
| 23 janvier 2013 20h45 |                  | (0-0)           |            | Liberty Stadium (Swansea) Arbitrage : Chris Foy | Liberty Stadium (Swansea) Arbitrage : Chris Foy |
| 23 janvier 2013 20h45 | (Rapport)        |                 |            | Liberty Stadium (Swansea) Arbitrage : Chris Foy | Liberty Stadium (Swansea) Arbitrage : Chris Foy |

## Finale
| Finale                | Bradford City AFC | 0-5   | Swansea City AFC                                    |                                                                         |                                                                         |
| 24 février 2013 17h00 |                   | (0-2) | 16e 47e Dyer · 40e Michu · 59e (pen.) 90e de Guzmán | Wembley Stadium (Londres) Spectateurs : 82 597 Arbitrage : Kevin Friend | Wembley Stadium (Londres) Spectateurs : 82 597 Arbitrage : Kevin Friend |
| 24 février 2013 17h00 | (Rapport)         |       |                                                     | Wembley Stadium (Londres) Spectateurs : 82 597 Arbitrage : Kevin Friend | Wembley Stadium (Londres) Spectateurs : 82 597 Arbitrage : Kevin Friend |